# Film (zespół muzyczny)
Film – chorwacki zespół rockowy, nowofalowy założony w 1979 w byłej Jugosławii.

## Historia
Zespół założył Jura Stublić, były członek grupy Azra. Pierwszy skład zespołu tworzyli Jura Stublić (wokal), Mladen Jurčić (gitara), Marino Pelajić (gitara basowa) i Branko Hromatko (perkusja). W późniejszym czasie dołączył do zespołu saksofonista Jurij Novoselić, stając się głównym muzycznym inspiratorem grupy. Zespół rozpadł się w 1986 roku. Od 1987 do 1992 roku Stublić występował z formacją pod nazwą Jura Stublić & Film. W latach 90 XX w. zespół Film reaktywowano w pierwotnym składzie.

## grupaFilma Polska
Na płycie Yugoton z 2001 r. znajdują się trzy piosenki Filmu z 1981 r.:
- Zamisli - jako To była sobota - polski tekst i wykonanie Kasia Nosowska i formacja Yugoton,
- Odvedi me iz ovog grada - jako W sercu miasta - polski tekst Olaf Deriglasoff - wyk. Grzegorz Nawrocki i Yugoton,
- Neprilagođen - jako 1000 kawałków - polski tekst i wykonanie Olaf Deriglasoff i Yugoton

## Dyskografia

### Albumy
- Novo!Novo!Novo! Još jučer samo na filmu a sada i u vašoj glavi (Helidon, 1981)
- Film u Kulušiću (Jugoton, 1981)
- Zona sumraka (Jugoton, 1982)
- Sva čuda svijeta (Jugoton, 1983)
- Signali u noći (Jugoton, 1985)
- Sunce sja! (Jugoton, 1987)
- Zemlja sreće (Jugoton, 1989)
- Hrana za golubove (Croatia Records), 1992)
- Sve najbolje (Croatia Records, 2001)

### Single
- Kad si mlad / Zajedno (Suzy, 1980)
- Zamisli život u ritmu muzike za ples / Radio ljubav (Helidon, 1981)
- Zona sumraka / Espana (Jugoton, 1982)
- Pljačka stoljeća / Zagreb je hladan grad (Jugoton, 1982)
- Ti zračiš zrake / Mi nismo sami (Jugoton, 1983)
- Boje su u nama / Istina piše ne zidu (Jugoton, 1983)

### Kompilacje
- Greatest hits Vol. 1 (Croatia Records, 1994)
- Greatest hits Vol. 2 (Croatia Records, 1996)
- Večne vibracije (HiFi Centar, 1998)